# 2000년 구정컵
2000년 구정컵은 홍콩에서 해마다 열리는 구정컵의 18번째 대회이다. 결승전에서 체코가 지난 대회 우승팀인 멕시코를 2-1으로 누르고 우승을 차지했다.

## 같이 보기
- 홍콩 1부 리그